# Далидович, Александр Ильич
Алекса́ндр Ильи́ч Далидо́вич (2 августа 1914, Ямное, Минская губерния — 29 апреля 1950, Минск) — участник Великой Отечественной войны, снайпер взвода пешей разведки 1063-го стрелкового полка 272-й стрелковой дивизии, старшина. Один из 29-и полных кавалеров, награждённых четырьмя орденами Славы (двумя орденами Славы 3-й степени).

## Биография
Родился 2 августа 1914 года в селе Ямное в крестьянской семье. Белорус по национальности.
Образование среднее. Окончил сельскохозяйственный техникум в городе Марьина Горка Пуховичского района Минской области. Перед войной работал в Петрозаводске.
В июле 1941 года был призван в Красную армию Петрозаводским горвоенкоматом. В боях Великой Отечественной войны с июля 1941 года. Воевал на Карельском и 2-м Белорусском фронтах. Член ВКП(б) с 1944 года.
Наводчик пулемёта 1063-го стрелкового полка (272-я стрелковая дивизия, 7-я армия, Карельский фронт) младший сержант Александр Далидович 22 июня 1944 года при прорыве обороны противника на реке Свирь, в десяти километрах западнее города Лодейное Поле Ленинградской области, в составе группы разведчиков переправился через реку, установил расположение нескольких вражеских огневых точек и участвовал в подавлении пяти из них. Группа захватила в плен тридцать восемь финских солдат. 23 июня 1944 года младший сержант Далидович получил в бою тяжёлое ранение.
За мужество и отвагу, проявленные в боях, приказом по 272-й стрелковой дивизии (015/н) от 6 июля 1944 года младший сержант Далидович Александр Ильич награждён орденом Славы 3-й степени.
В конце февраля 1945 года в бою за населённый пункт Клайн-Кюдде сержант Далидович первым пошёл в атаку на врага и своими действиями воодушевлял остальных бойцов. В этом бою убил трёх немцев, в том числе одного офицера, пытавшегося взорвать мост. В бою за населённый пункт Ной-Хюттен, будучи окружён немцами, в упор расстреливал их из автомата. Рассеяв большую часть из них и видя, что ещё группа немцев в количестве десяти человек наседает на него, инсценировал сдачу в плен, и когда они подошли к нему на близкое расстояние — троих из них убил, а остальных захватил в плен и доставил на командный пункт полка. За эти бои 5 марта 1945 года командиром полка был представлен к награждению орденом Красной Звезды, но командир дивизии принял другое решение.
28 февраля 1945 года снайпер взвода пешей разведки 1063-го стрелкового полка (272-я стрелковая дивизия, 19-я армия, 2-й Белорусский фронт) сержант Александр Далидович в наступательных боях сразил трёх гитлеровцев. 14 марта 1945 года в бою за город Кольберг (ныне — город Колобжег, Польша) сержант Далидович подполз к огневой точке противника и забросал её гранатами, подорвав пулемёт с тремя гитлеровцами. За мужество и отвагу, проявленные в боях, приказом командующего войсками 19-й армии № 0176/н от 17 апреля 1945 года младший сержант Далидович Александр Ильич награждён орденом Славы 2-й степени.
4 апреля 1945 года группа разведчиков во главе с сержантом Александром Далидовичем под ураганным артиллерийско-миномётным огнём неприятеля преодолела проволочные заграждения, проникла во вражеские траншеи и уничтожила большое количество гитлеровцев, что облегчило захват населённого пункта Погорш, расположенного в пяти километрах севернее польского города Гдыня. В этом бою сержант Далидович лично уничтожил шестерых гитлеровских солдат.
Указом Президиума Верховного Совета СССР от 31 мая 1945 года за образцовое выполнение заданий командования в боях с немецко-фашистскими захватчиками сержант Далидович Александр Ильич награждён орденом Славы 1-й степени, став полным кавалером ордена Славы.
За мужество и отвагу, проявленные в боях, приказом по 272-й стрелковой дивизии (015/н) от 8 марта 1944 года сержант Далидович Александр Ильич награждён орденом Славы 3-й степени. Вручён только в 1949 году.
В 1946 году старшина Далидович А. И. демобилизован. Жил в городе Минске. Работал бухгалтером в Министерстве финансов Белорусской ССР, затем в Министерстве государственного контроля Белорусской ССР.
Скончался 29 апреля 1950 года.

## Награды
- Орден Славы 1-й степени (№ 905, 27.6.1945[2][3])
- Орден Славы 2-й степени (№ 13858, 17.4.1945[4])
- Два ордена Славы 3-й степени (№ 73121, 6.6.1944[5]; № 637485, 8.3.1945[6])
- медали, в т.ч.:
  - «За победу над Германией» (вручена 4.11.1945)[7].